# Géographie de la Papouasie-Nouvelle-Guinée
La Papouasie-Nouvelle-Guinée occupe la moitié orientale de l’île de Nouvelle-Guinée ainsi que les îles de Nouvelle-Irlande, Nouvelle-Bretagne et l’île Bougainville.
La Papouasie-Nouvelle-Guinée présente un relief montagneux dont une grande partie est couverte de forêt tropicale. Les altitudes sont élevées (le mont Wilhelm culmine à 4 509 mètres) et des chutes de neige peuvent avoir lieu, fait rare sous les tropiques. L’île compte plusieurs fleuves, dont le Sepik (1 126 km) qui coule à travers les plaines marécageuses du nord et le Fly (1 050 km) qui coule du centre vers la côte sud à travers l’un des plus grands marais du monde.
La Papouasie-Nouvelle-Guinée partage une frontière avec la région de Nouvelle-Guinée occidentale sous souveraineté indonésienne qui occupe la moitié occidentale de l’île, ainsi que des frontières maritimes avec l’Australie au sud et les îles Salomon au sud-est.
Le climat est tropical. La mousson souffle du nord-ouest de décembre à mars, puis du sud-est de mai à octobre. La variation saisonnière des températures est faible.

## Données brutes
Points extrêmes :
- Nord : île Mussau (1° 23' S)
- Sud : île Hemenahei (11° 29' S)
- Est : Olava, Bougainville (155° 57' E)
- Ouest : Mabaduam (140° 54' E)

Exploitation du sol :
- terre arable : 0,49 %
- cultures permanentes : 1,4 %
- forêts, marécages : 98,11 %

Ressources naturelles : or, cuivre, argent, gaz naturel, bois, huile, poisson.
Problèmes environnementaux : déforestation, pollution résultant de l’activité minière.
Catastrophes naturelles : activité volcanique, séismes, écroulements, tsunamis dus à sa situation près de la ceinture de feu du Pacifique.
Traités internationaux sur l’environnement :
- partie à : traité sur l’Antarctique, biodiversité, changements climatiques, espèces en danger, changements environnementaux, droit de la mer, abolition des essais nucléaires, protection de la couche d’ozone, pollution maritime, bois tropical 83 et 94, zones humides
- signés, mais non ratifiés : protocole environnemental en Antarctique, protocole de Kyoto

## Sources
- Cia World Factbook